# Raffaele Pinto
Pour les articles homonymes, voir Pinto.
Raffaele « Lele » Pinto (né le 13 avril 1945 à Casnate con Bernate, dans la province de Côme, en Lombardie et mort à Cecina le 8 décembre 2020) est un ancien pilote de rallye italien.

## Biographie

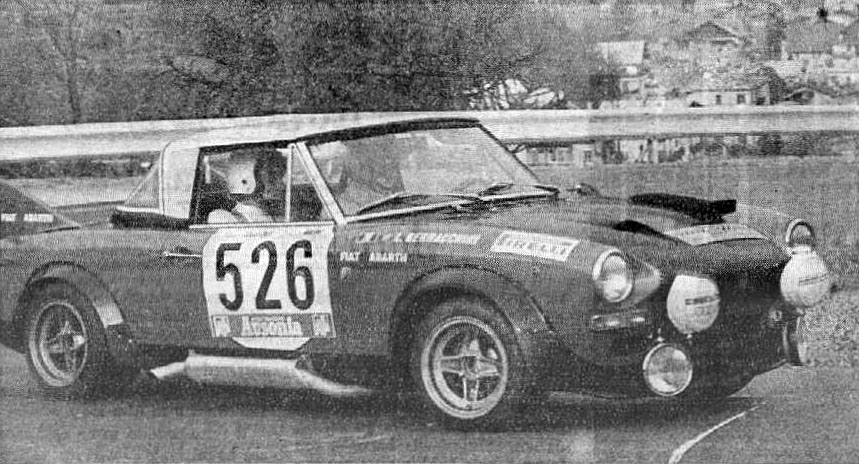
Raffaele Pinto avec Arnaldo Bernacchini, Fiat 124 Abarth, Course de côte Cesana - Sestrières, 1973

## Palmarès

### Titres
- Champion d'Europe des rallyes, en 1972 sur Fiat 124 Sport Spider (copilotes Arnaldo Bernacchini et Luigi Macaluso);
- Vainqueur de la Mitropa Cup, en 1972 sur Fiat 124 Sport Spider (copilote A. Bernacchini);

### Victoire en championnat du monde WRC
- 1974 : 8e rallye du Portugal (Fiat 124 Abarth Spider; copilote Arnaldo Bernacchini).
  - (mais également: 2e place au 21e tour de Corse en 1977, sur Lancia Stratos HF, et 3e du rallye Sanremo en 1976 sur le même modèle)

### Victoires en coupe Mitropa et en ERC
- 1972: Rallye Costa Brava (Espagne);
- 1972: Rallye Semperit (Autriche);
- 1972: Rallye de Yougoslavie;
- 1972: Rallye de Pologne;
- 1972: Rallye de Hesse (Allemagne);
- 1972: Rallye 1000 minutes (Italie);
- 1975: Rallye San Martino di Castrozza;

### Victoires nationales
- 1975 : rallye de Sicile (Lancia Stratos; copilote Bernacchini);
- 1975 : rallye San Martino di Castrozza (id.);
- 1975 : Coppa Liburna (id.);

### Divers
- Vainqueur du Monza Rally Show: 1979 (2e édition).

## Remarque
- Son frère aîné Enrico, également coureur automobile entre 1962 et 1975, a été Campione italiano di velocità in circuito en 1966 sur Fiat Abarth 595. Il a remporté la "Coppa Paolino Teodori" d'Ascoli (course de côte) en 1965 sur Alfa Romeo Giulia GTA, et il a terminé à trois reprises deuxième des 24 Heures de Spa -6 participations consécutives de 1965 à 1970-, en 1966 et 1967 (Alfa Romeo Giulia Sprint GTA), puis 1970 (Alfa Romeo 2000 GTAm). En ETCC il s'imposa aux 4 Heures de Budapest en 1966 (toujours sur la Giulia Sprint GTA)[2], et fut 2e la même année aux 4 Heures de Monza organisées par le Jolly Club pour le championnat continental. En 1967 il termina troisième de l'ETCC pour la compétition de Division 2[3], après en avoir été quatrième pour 1966.